# Maryhill Estates
Maryhill Estates és una població dels Estats Units a l'estat de Kentucky. Segons el cens del 2000 tenia 175 habitants.

## Demografia
Segons el cens del 2000, Maryhill Estates tenia 175 habitants, 62 habitatges, i 54 famílies. La densitat de població era de 1.351,4 habitants/km².
Dels 62 habitatges en un 38,7% hi vivien nens de menys de 18 anys, en un 87,1% hi vivien parelles casades, en un 1,6% dones solteres, i en un 11,3% no eren unitats familiars. En l'11,3% dels habitatges hi vivien persones soles el 6,5% de les quals corresponia a persones de 65 anys o més que vivien soles. El nombre mitjà de persones vivint en cada habitatge era de 2,82 i el nombre mitjà de persones que vivien en cada família era de 3,04.
Per edats la població es repartia de la següent manera: un 29,1% tenia menys de 18 anys, un 3,4% entre 18 i 24, un 20,6% entre 25 i 44, un 23,4% de 45 a 60 i un 23,4% 65 anys o més.
L'edat mediana era de 43 anys. Per cada 100 dones de 18 o més anys hi havia 93,8 homes.
La renda mediana per habitatge era de 101.753 $ i la renda mediana per família de 104.104 $. Els homes tenien una renda mediana de 71.875 $ mentre que les dones 35.417 $. La renda per capita de la població era de 30.953 $. Cap de les famílies i el 2,2% de la població estaven per davall del llindar de pobresa.

## Poblacions més properes
El següent diagrama mostra les poblacions més properes.